# Nanhaipotamon xiapuense
Nanhaipotamon xiapuense is een krabbensoort uit de familie van de Potamidae. De wetenschappelijke naam van de soort is voor het eerst geldig gepubliceerd in 2009 door Cheng, Li & Zhang.